# آذر ماجدی
آذر ماجدی فعال سیاسی کمونیست و فعال حقوق زنان ایرانی و رئیس سازمان آزادی زن و عضو سابق کمیتهٔ مرکزی دو حزب کمونیست کارگری ایران و اتحاد کمونیسم کارگری، و عضو کنونی کمیته مرکزی حزب کمونیست کارگری ایران–حکمتیست است. ماجدی همسر منصور حکمت فعال سیاسی مارکسیست و از بنیان‌گذاران و رهبران حزب کمونیست ایران و حزب کمونیست کارگری ایران است.

## زندگی
آذر ماجدی پیش از انقلاب در رشته تاریخ و ادبیات فرانسه در کانادا تحصیل کرد و از نوجوانی وارد فعالیت‌های سیاسی شد. آذر ماجدی بعد از انقلاب در سازمان مارکسیستی اتحاد مبارزان کمونیست فعالیت می‌کرد که این تشکل بعداً به همراه سازمان کومله در کردستان حزب کمونیست ایران را تشکیل دادند که منصور حکمت همسر آذر ماجدی نیز در کادر رهبری آن جای داشت. در این حزب بعدها انشعاب رخ داد و خانم ماجدی در حزب جدید کمونیست کارگری وارد فعالیت شد. او عضو هیئت اجرایی سازمان بین‌المللی سازمان ابتکار فمینیستی اروپایی (European Feminist Initiative) که در حوزه سکولاریزم و حقوق زنان در مناطق اروپا و خاورمیانه فعالیت می‌کند است.
او سابقهٔ ریاست دفتر سیاسی حزب کمونیست کارگری ایران (حککا) را دارد و همیشه از مقامات بالای این حزب به حساب می‌آمده است
در سال ۱۹۹۱ که منصور حکمت حزب کمونیست کارگری ایران را بنیان نهاد، آذر ماجدی از حزب کمونیست ایران خارج شده و عضو حزب جدید شد. هنگامی که در اوت ۲۰۰۴ جمعی که خود را حکمتیست می‌نامیدند از حزب کمونیست کارگری منشعب شدند، آذر ماجدی ابتدا در حزب کمونیست کارگری ماند.
اما پس از این که در دسامبر ۲۰۰۶ به همراه چهار نفر دیگر «فراکسیون اتحاد کمونیسم کارگری» را بنیان گذاشت با مخالفت‌های بسیاری از سوی اکثریت رهبری حزب مواجه شد. نهایتاً در پلنوم ۲۷ او و سایر بنیانگذاران فراکسیون حتی به دفتر سیاسی نیز انتخاب نشدند. این اولین بار از زمان تأسیس این حزب بود که ماجدی به دفتر سیاسی انتخاب نمی‌شد.
آذر ماجدی به سفارش شفاهی منصور حکمت (که توسط خود او، علی جوادی و کورش مدرسی شنیده شده است) نوعی مسئولیت نشر و ویرایش آثار حکمت را به عهده دارد و برای انتشار آثار او، «بنیاد منصور حکمت» را تأسیس کرده است و در واقع بنیان‌گذار و رئیس کنونی این بنیاد است. البته این «حق» و کلا مسئلهٔ آثار حکمت توسط بسیاری و بخصوص حزب کمونیست کارگری ایران-حکمتیست برداشت‌های متفاوتی دارد و مبنای جدل‌های بسیاری بین حزب کمونیست کارگری ایران و حزب کمونیست کارگری ایران-حکمتیست بوده است.
او در دسامبر ۲۰۰۶ به همراه علی جوادی، سیاوش دانشور، نسرین رمضانعلی و هما ارجمند، فراکسیون «اتحاد کمونیسم کارگری» را در حزب کمونیست کارگری ایران تأسیس کردند. این فراکسیون با مخالفت اکثریت رهبری این حزب روبرو شد و باعث جدال‌های بسیاری گشت. در پلنوم ۲۷ حزب او به همراه سایر بنیانگذاران فراکسیون، از راهیابی به دفتر سیاسی بازماندند. او و فراکسیون این اقدام سایر اعضای کمیته مرکزی را محکوم کردند و علیه پلنوم ۲۷ اظهارات مختلفی کردند.
در ماه مه ۲۰۰۷ حزب اتحاد کمونیسم کارگری از حککا جدا شد و ماجدی در هیئت رهبری حزب جدید قرار گرفت. این حزب نیز در سال ۱۳۹۱ رسماً به حزب کمونیست کارگری ایران–حکمتیست پیوست و ماجدی به عضویت این حزب جدید درآمد.

### زندگی شخصی
آذر ماجدی با منصور حکمت ازدواج کرد و این دو تا زمان مرگ حکمت در سن ۵۱ سالگی در رابطهٔ زناشویی بودند. آن‌ها صاحب سه فرزند شدند که یکی از آن‌ها دختر و دو فرزند دیگر پسر هستند.
او همچنین در دوران دبستان با منیرالسادات هاشمی همکلاس بود که بعدها او نیز به اتحاد مبارزان کمونیست پیوست و در ۲۲ مرداد ۱۳۶۲ به همراه همسرش محمد جواد قائدی و برادر همسرش محمد صادق قائدی در زندان اوین اعدام شد و ماجدی از اعدام او به عنوان یکی از اندوه‌های زندگی‌اش یاد می‌کند.